# Bombali
Bombali é uma distrito da Serra Leoa localizado na província do Norte. Sua capital é a cidade de Makeni.